# 5e Legerkorps (Wehrmacht)
Het Duitse 5e Legerkorps (Duits: 5. Armeekorps) was een Duits legerkorps van de Wehrmacht tijdens de Tweede Wereldoorlog.

## Krijgsgeschiedenis
Het 5e legerkorps werd gevormd op 16 mei 1935 uit de Reichswehr. Bij het begin van de Tweede Wereldoorlog bevond het korps zich aan de Duits-Nederlandse grens. In oktober 1939 verplaatste het korps zich naar het zuiden en als onderdeel van het 4e Leger was het gelegerd rond Aken.

### Aanval op de Lage Landen
Tijdens de inval in België rukte het 4de korps, bestaande uit drie infanteriedivisies, op langs de noordelijke oever van de Maas en beschermde de noordelijke flank van het 15e Gemotoriseerde Korps.
Na de Slag om Frankrijk bleef het 5e Korps als bezettingsmacht in Frankrijk. In augustus 1940 werd het korps verplaatst naar België en toegevoegd aan het 16e Leger. Dit leger trainde voor de invasie van Engeland. Na de annulatie van operatie Seelöwe verplaatste het korps zich in mei 1941 naar de Pools-Russische grens.

### Operatie Barbarossa
Het korps vormde samen met 6e Korps, het 8e Korps en het 20e Korps het 9e Leger. Tijdens operatie Barbarossa, de inval in de Sovjet-Unie, moest het 9e Leger oprukken langs de hoofdweg Minsk-Moskou en de verzetshaarden, die waren gepasseerd door de tanks, vernietigen. Het 5e Korps was betrokken in de gevechten rond de omsingeling bij Bialystok-Minsk. De infanteriedivisies rukten op in het spoor van de tanks van Panzergruppe 3. Bij de omsingeling van Smolensk vormde het 5de korps de noordelijke arm van de tangbeweging en de drie infanteriedivisies waren betrokken bij zware gevechten in Smolensk.
Bij de aanval op Moskou was het korps toegevoegd aan Pantsergroep 3. Eenheden van het korps probeerden langs de westelijke toegangsweg naar Moskou een doorbraak te forceren, maar ze liepen vast. Tijdens het winteroffensief vormde het 5de korps de scheidingslijn tussen het 3e Pantserleger en het 4e Pantserleger. Het leed zware verliezen, maar kon een doorbraak van de Sovjets verhinderen.

### Kaukasus en de Krim
In het voorjaar werd het korps uit de frontlijn gehaald en opnieuw uitgerust. Het korps, bestaande uit 4 infanteriedivisies, werd naar Legergroep A verplaatst. Als rechtervleugel van het 17e Leger veroverde het Krasnodar en stootte daarna verder door naar Novorossiejsk, dat op 10 september werd ingenomen. Daarna liep de opmars vast. Het korps kreeg als versterking drie Roemeense divisies, maar het kon geen doorbraak forceren naar de Zwarte Zee. Gedurende de winter trok het korps zich terug naar het Koebanbruggenhoofd en het werd op 9 oktober 1943 geëvacueerd naar de Krim.
Het 5e Korps sloeg de eerste aanval op 9 december 1943 op het schiereiland Kerch af, maar ze konden niet verhinderen dat de Sovjets een bruggenhoofd vestigden bij Kerch. Gedurende de winter hielden de Sovjets stand in het bruggenhoofd en op 9 april 1944 hervatten ze hun aanval. Het 5e Korps had niet voldoende troepen om het schiereiland te verdedigen. Op 12 april stortte de verdediging in elkaar. Het korps trok zich terug naar het westen, maar het werd vernietigd bij de val Sebastopol op 9 mei 1944.
Op 22 januari 1945 werd het korps opnieuw opgericht als onderdeel van het 4e Pantserleger. Op papier bestond het korps uit 3 infanteriedivisies, maar in werkelijkheid had het slechts een gevechtskracht van een versterkt regiment. Het korps had zich ingegraven achter de Neisse tussen Fürstenberg en Forst en verdedigde de toegangsweg naar Cottbus. Op 16 april 1945 viel het 1e Oekraïense Front aan, brak door de verdediging. Het korps was afgesneden van de rest van het leger en werd samen met het 9e Leger bij Halbe omsingeld en vernietigd.

## Commandanten
| Rang                    | Naam                     | Begin           | Eind            |
| ----------------------- | ------------------------ | --------------- | --------------- |
| Generaal der Infanterie | Hermann Geyer            | 16 mei 1935     | 28 april 1939   |
| Generaal der Infanterie | Richard Ruoff            | 29 april 1939   | 11 januari 1942 |
| Luitenant-generaal      | Wilhelm Wetzel           | 12 januari 1942 | 30 juni 1943    |
| Generaal der Infanterie | Karl Allmendinger        | 1 juli 1943     | 1 mei 1944      |
| Luitenant-generaal      | Hermann Böhme            | 2 mei 1944      | 4 mei 1944      |
| Luitenant-generaal      | Friedrich-Wilhelm Müller | 5 mei 1944      | 2 juni 1944     |
| Generaal der Infanterie | Franz Beyer              | 3 juni 1944     | 10 oktober 1944 |
| Generaal der Artillerie | Kurt Wäger               | 26 januari 1945 | 8 mei 1945      |

Na de evacuatie van Sebastopol voerden luitenant-generaal Böhme, luitenant-generaal Müller en generaal Beyer slechts tijdelijk het bevel over het korps, dat nog slechts op papier bestond.